# Hjalmar Christoffersen
Hjalmar Johan Christoffersen (ur. 1 grudnia 1889 w Kopenhadze, zm. 28 grudnia 1966 tamże) – duński piłkarz amator, grał na pozycji napastnika. Na Letnich Igrzyskach Olimpijskich w Sztokholmie zdobył srebrny medal.